# Formatie van Pont d'Arcole
De Formatie van Pont d'Arcole is een geologische formatie uit het Dinantiaan (Vroeg-Carboon) in de ondergrond van België. De formatie bestaat hoofdzakelijk uit schalie afgewisseld met kalksteenlaagjes. De Formatie van Pont d'Arcole is genoemd naar de grot Pont d'Arcole bij Hastière.

## Lithologie en fossielen
Met name onder in de formatie is de dominante lithologie zwarte, grijsbruine of zwartgroene schalie. Vaak is deze schalie kalkhoudend en er komen soms kalkknollen voor. Naar boven toe in de formatie komen geleidelijk vaker ook donkere kalksteenlagen voor.
De Formatie van Pont d'Arcole bevat veel mariene fossielen, zoals crinoïden, koralen, brachiopoden en Bryozoa. Het Bryozoa-geslacht Fenestella is makkelijk te herkennen aan de waaiervorm van de kolonies. Typisch is ook de brachiopode Spiriferina peracuta, een gidsfossiel.

## Stratigrafie
De Formatie van Pont d'Arcole behoort tot het Hastariaan, de onderste subetage in het Tournaisiaan. De formatie bevindt zich daarmee aan de basis van het Carboon en is rond de 355 miljoen jaar oud.
De Formatie van Pont d'Arcole ligt boven op de kalksteen van de Formatie van Hastière. Boven op de Formatie van Pont d'Arcole ligt de Formatie van Landelies, die eveneens grotendeels uit kalksteen bestaat. In het synclinorium van Dinant kan de dikte van de Formatie van Pont d'Arcole oplopen tot ongeveer 20 meter. In de omgeving van Verviers heeft de formatie een dikte van ongeveer 7 meter. In het synclinorium van Namen is de dikte op sommige plekken niet meer dan 3 meter.
In het synclinorium van Verviers hoort de Formatie van Pont d'Arcole bij de Groep van Bilstain. In het westen van het synclinorium van Dinant wordt de formatie bij de Groep van Anseremme ingedeeld.
Ook in het Kempens Bekken en de ondergrond van Nederland (de Roerdalslenk) is de formatie aangetroffen. Ze vormt daar samen met de Formatie van Bosscheveld het onderste deel van het Carboon, en de overgang van de Kolenkalk naar de eronder liggende zand- en siltsteen van de Condroz. In het Kempens Bekken ligt de Formatie van Pont d'Arcole direct onder de dolomiet van de Vesder.